# 晚花杨
晚花杨（学名：Populus canadensis Serotina），为杨柳科下加杨的一个植物品种/栽培型。